# TheFreeDictionary.com
TheFreeDictionary.com (от английски, „Свободният речник“) е уебсайт, предлагащ онлайн речник и енциклопедия на английски език с информация, събрана от различни източници. Сайтът предоставя достъп до съдържанието на „Уикипедия“, Енциклопедия „Колумбия“, Енциклопедия „Хъчинсън“ (изисква се платен абонамент), речника на английския език „American Heritage“, енциклопедия „Computer Desktop“, базата данни на AcronymFinder.com, няколко речника по финанси, право и други. Уебсайтът е собственост на Farlex, Inc. (Фарлекс Инкорпорейтид).

## Особености
- Преглед на статия чрез позициониране на курсора върху хипервръзка.
- Възможност за отваряне на речникова статия чрез двойно щракване върху желаната дума.
- От януари 2006 година началната страница на сайта може да бъде индивидуализирана от всеки потребител.